# برادران فتحی
محمد و عبدالله فتحی دو برادر زندانی بودند که در ۲۷ اردیبهشت ۱۳۹۰ به اتهام سرقت مسلحانه و محاربه اعدام شدند. این دو به همراه پنج نفر دیگر با اتهام مشابه دستگیر شده بودند اما تنها برادران فتحی به اعدام محکوم شدند.

## سرقت مسلحانه از طلافروشی فردیس کرج
بنا به گزارش رسانه‌های ایران در ۱۶ اسفند ۱۳۸۸ ۵ سارق مسلح با در دست داشتن اسلحه کلت کمری و کلاشینکف وارد پاساژ طلافروشی فلکه دوم فردیس کرج شدند و بدون تیراندازی و درگیری به غارت این پاساژ دست زدند. سارقین در این اقدام که سبب رعب و وحشت ساکنان این منطقه پرجمعیت کرج شده، از نبود نیروهای انتظامی سوء استفاده کردند و در حدود ۱۰ دقیقه به چند مغازه در این پاساژ دستبرد زدند. به نقل از رئیس پلیس کرج سارقان حدود ۱۴ کیلوگرم طلا را در کمتر از ۴ دقیقه به سرقت بردند.

## دستگیری سارقان
در فروردین ۱۳۸۹ احمدرضا رادان جانشین فرمانده نیروی انتظامی خبر از دستگیری اعضای باند سرقت مسلحانه طلافروشی فردیس کرج داد. وی گفت در تحقیقات اولیه متهمان دستگیر شده به انجام ۷ سرقت مسلحانه اعتراف کرده‌اند. وی افزود: سردسته باند یک مجرم سابقه دار است که به اتفاق برادرش و ۲ نفر دیگر از تبهکاران، مرتکب این سرقت‌ها شده‌است.

## اعترافات سرکرده و اعضای باند
پایگاه اطلاع رسانی پلیس عبدالله فتحی را به عنوان سردسته سارقان طلافروشی معرفی کرد و از قول او نوشت 
اولین باری که دست به سرقت بردم دزدیدن یک دستگاه خودروی پژو ۲۰۶ بود و برای سرقت آن هم سه بار به زندان رفتم. وقتی از زندان بیرون آمدم، بیکاری و وضعیت بد زندگی مرا مجبور کرد تا دوباره دست به سرقت بزنم و تبدیل شوم به یک سارق حرفه‌ای. هر بار که سرقت می‌کردیم می‌دیدیم درآمدی که از این راه کسب می‌کنیم ناچیز است و بنابراین حریص تر می‌شدیم تا بار دیگر دست به سرقت بزنیم. وی افزود این بار دیگر بار آخر بود و بعد از فروش طلاهای طلافروشی فردیس کرج قصد داشتیم تا از کشور خارج شویم. "

همچنین در اعترافات دیگری که از عبدالله فتحی منتشر شده آمده‌است :
چند بار به اتهام سرقت مسلحانه خودرو دستگیر و زندانی شده‌ام. پس از آزادی از زندان، تصمیم گرفتم با تشکیل یک گروه جدید، از طلافروشی‌های چند شهر سرقت کنم. ابتدا اسفند سال ۸۷ همراه یکی از دوستانم با یک دستگاه خودروی زانتیای مسروقه به اصفهان رفته و با زدن نقاب، مسلحانه وارد یک طلافروشی در قهدریجان شدیم و با گروگان گرفتن صاحب مغازه و مشتریان، چند کیلو طلا سرقت و با شلیک چند تیر هوایی فرار کردیم. دومین سرقت را ۱۲ آبان سال ۸۸ در ازنای لرستان رقم زده و به کمک ۳ نفر از همدستانم ۱۵ کیلو طلا سرقت کردیم. ۱۶ اسفند همان سال نیز از یک طلافروشی در کرج ۱۴ کیلو طلا و از ۴ طلافروشی و مغازه‌های شهرهای دیگر هم سرقت کردیم. با اعتراف متهم، ۶ همدست وی نیز در بازجویی‌ها به جرایم خود و سرقت‌های مسلحانه طلافروشی‌ها اعتراف کردند."

## محاکمه متهمان
محمدرضا حبیبی دادستان اصفهان در دی ماه ۱۳۸۹ از برگزاری جلسه رسیدگی به اتهام باند هفت نفره سارقان طلافروشی در شعبه یک مجتمع قضایی بهارستان خبر داد واظهار کرد عمل آن‌ها از مصادیق محاربه و افساد فی‌الارض است. وی همچنین اعلام کرد در راستای برخورد قاطع با جرائم خشن که در هفته‌های اخیر مورد توجه رئیس قوه قضاییه بوده‌است در اولین گام برای ۵ سارق مسلح درخواست حکم اعدام کرده‌ایم.
دادگاه محمد و عبدالله فتحی به همراه ۵ همدست دیگر اسفند ۸۹ به ریاست قاضی مقضی در شعبه چهار دادگاه انقلاب اسلامی اصفهان برگزار شد. دادگاه بدوی همه این هفت نفر را به اعدام محکوم کرد اما دادگاه تجدیدنظر با وجود واحد بودن اعمال ارتکابی، تنها این دو برادر را محکوم به اعدام و سایرین را محکوم به ده سال حبس کرد.
پدر عبدالله و محمد فتحی از پناهندگان ایرانی در ترکیه است. او با اشاره به فعالیت‌های سیاسی خود و دایی متهمان، احتمال سیاسی شدن پرونده آن دو را مطرح کرده بود.
محمد فتحی ۲۷ ساله و عبدالله فتحی، ۲۹ ساله در صبح روز ۲۷ اردیبهشت ۱۳۹۰ در زندان اصفهان اعدام شدند.

## واکنش به حکم اعدام برادران فتحی
محمد مصطفایی، سخنگوی خانه حقوق بشر ایران در واکنش به اعدام برادران فتحی گفت حداکثر مجازات برادران فتحی طبق ماده ۶۵۲ قانون مجازات اسلامی ده سال حبس و شلاق بوده‌است. او همچنین از سازمان زندان‌ها برای فراهم نکردن امکان بازگشت به زندگی این دو برادر که هر دو دارای سابقه کیفری و اختلال روانی بوده‌اند، انتقاد کرد.
هادی قائمی، سخنگوی کمپین حقوق بشر در ایران گفت که با توجه به ابهامات موجود در پرونده و مستندات موجود، اجرای حکم برادران فتحی می‌بایست متوقف می‌شد. وی افزود بر اساس گفته‌های خانواده و نامه‌های خودشان از داخل زندان، این دو برادر تحت شکنجه شدید قرار گرفتند و مجبور به اعتراف شدند.
بیژن فتحی پدر متهمان با انتشار نامه‌ای گفت: جمهوری جهل و جنایت که تداوم حیات ننگین خود را منوط به استمرار سلطهٔ فضای رعب و وحشت میداند، سپیده دم امروز مورخ بیست و هفتم اردیبهشت ماه۱۳۹۰ جوانان رعنای مرا به اتهام محاربه، در زندان الف- طا اصفهان، اعدام و پیکرهای هنوز گرمشان را تحویل مادرشان داد تا مگر، تسکینی بر درد بی درمان شانه‌های ضحاک «ولایت» باشند غافل از آنکه چنین جنایاتی نیز هرگز نخواهد توانست تأثیری در سرنوشت خفت بار و محتوم او و «جمهوری اسلامی» اش بگذارد.
همچنین کمیته گزارشگران حقوق بشر مدعی شد محمد و عبدالله فتحی تحت شکنجه‌های شدید جسمی و روحی بازجویان برای پذیرش اتهامات مطروحه از جمله ارتباط با گروه‌های مخالف نظام، اقدام برای مبارزه مسلحانه، محاربه با خدا و سرقت مسلحانه قرار گرفتند.